# Hemiceras indistans
Hemiceras indistans är en fjärilsart som beskrevs av Achille Guenée 1852. Hemiceras indistans ingår i släktet Hemiceras och familjen tandspinnare. Inga underarter finns listade i Catalogue of Life.